# Gualtieri Sicaminò
Gualtieri Sicaminò – miejscowość i gmina we Włoszech, w regionie Sycylia, w prowincji Mesyna.
Według danych na rok 2004 gminę zamieszkiwało 2021 osób, 144,4 os./km².